# Sarah Blizzard
Sarah Rebecca Blizzard (nacida Rogers; 6 de octubre de 1864-28 de septiembre de 1955) fue una sindicalista estadounidense involucrada con el United Mine Workers of America (UMWA). Era la madre del oficial de UMWA Bill Blizzard, y los mineros del carbón la conocían como "Madre" o "Ma" Blizzard. El presidente de UMWA, Cecil Roberts, es su bisnieto.

## Antecedentes
Nacida en el condado de Fayette, Virginia Occidental, Sarah presenció la llegada de los ferrocarriles alrededor de 1880 y los inicios de la industria minera del carbón en el sur de Virginia Occidental. Blizzard estuvo involucrada en la United Mine Workers of America (UMWA) desde sus inicios y alentó a su familia a participar en el sindicato. A las mujeres no se les permitió ingresar a las minas, sino que se encargaban de las labores domésticas y de criar a sus familias. Desempeñaron un papel clave en el apoyo a los hombres en las minas y cuando se declararon en huelga.
La familia Blizzard fue desalojada de su casa en Kilsyth, West Virginia debido al apoyo de Sarah a los mineros en la huelga del carbón de 1902. Después de su desalojo, la familia se mudó a Cabin Creek, West Virginia. Durante la huelga de Paint Creek-Cabin Creek de 1912, Blizzard permitió que los mineros en huelga acamparan en la tierra de su familia. Ma Blizzard y Mother Jones organizaron una "marcha de paraguas" en la que las mujeres a favor de los sindicatos marcharon con paraguas en apoyo de los mineros. Blizzard condujo a un grupo de mujeres a dañar las vías del ferrocarril utilizadas por Bull Moose Special, "hombres de la ley que montaban trenes y ametrallaban" que disparaban contra las colonias de tiendas de campaña utilizadas por los mineros y sus familias desalojados por las compañías de carbón por hacer huelga.

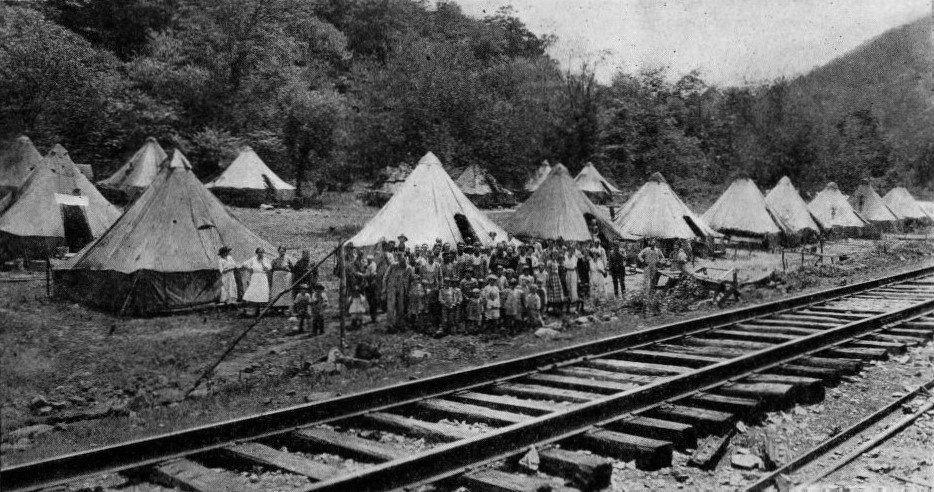
La colonia de tiendas de campaña de Holly Grove alberga a las familias de mineros desalojados durante la huelga.

Después de la huelga de 1912, Blizzard fue llamada a testificar ante el comité del Congreso que investigaba las condiciones que llevaron a la huelga. Un aspecto de su testimonio fueron las acciones de los guardias hacia la comunidad durante el paro. Ma Blizzard nunca abandonó su comunidad, pero en los años siguientes centró su energía en apoyar el trabajo de los mineros.

## Otras lecturas
- Major Labor Figures of the West Virginia Mine Wars.
- Miners' Families. Consultado el 12 de mayo de 2009.
- Roberts, Ron E.; Cook-Roberts, Carol (1998). Mother Jones and Her Sisters: A Century of Women Activists in the American Coal Fields. ISBN 9780787251505.